# 静岡空港
静岡空港（しずおかくうこう、英語: Shizuoka Airport）は、静岡県の牧之原市と島田市に跨る地方管理空港である。
富士山静岡空港（英語: Mt. Fuji Shizuoka Airport）という愛称がつけられている。

## 概要

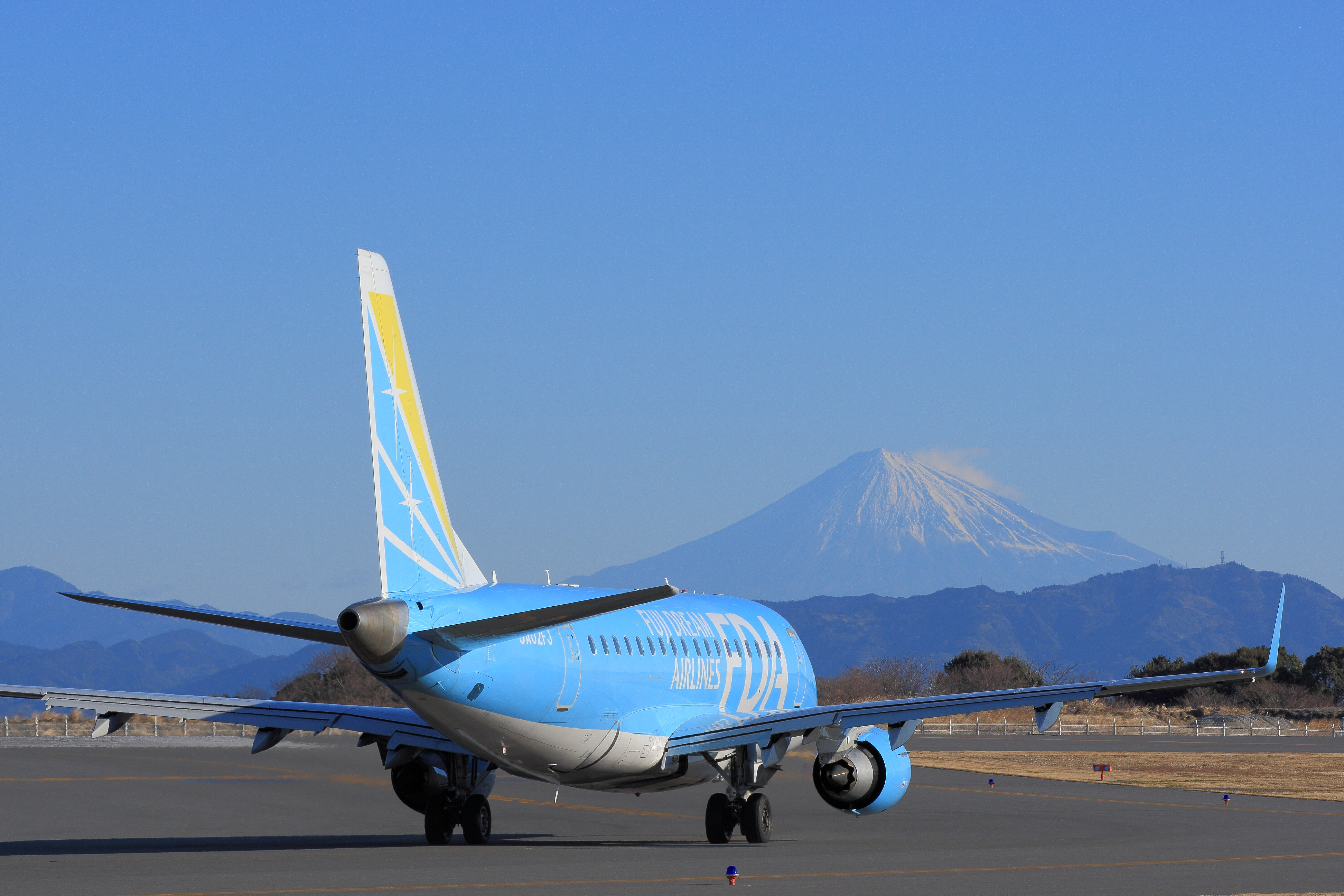
視程の良い日には、愛称の元となっている富士山を空港から望むことができる。

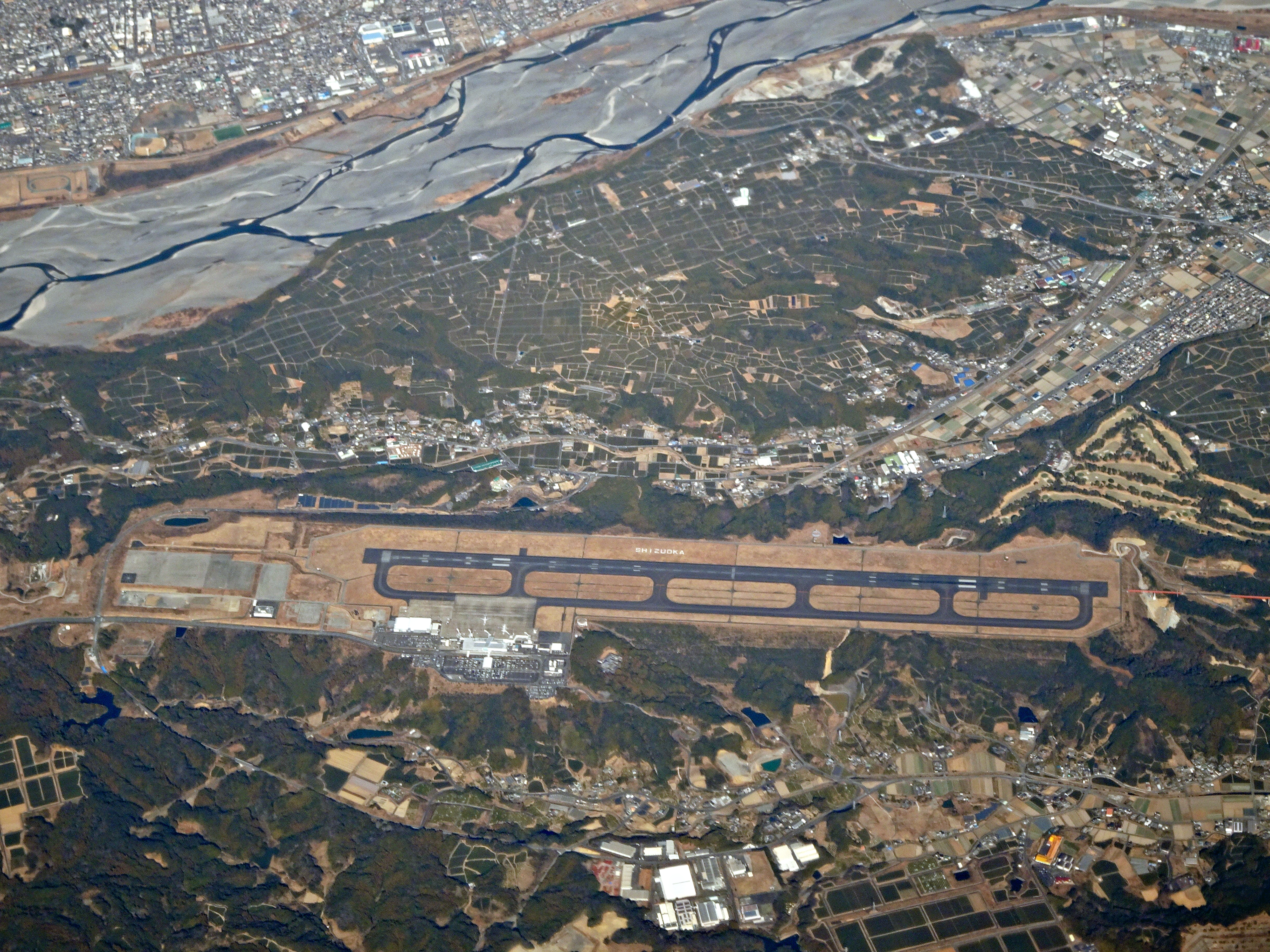
静岡空港を空撮（2025年）

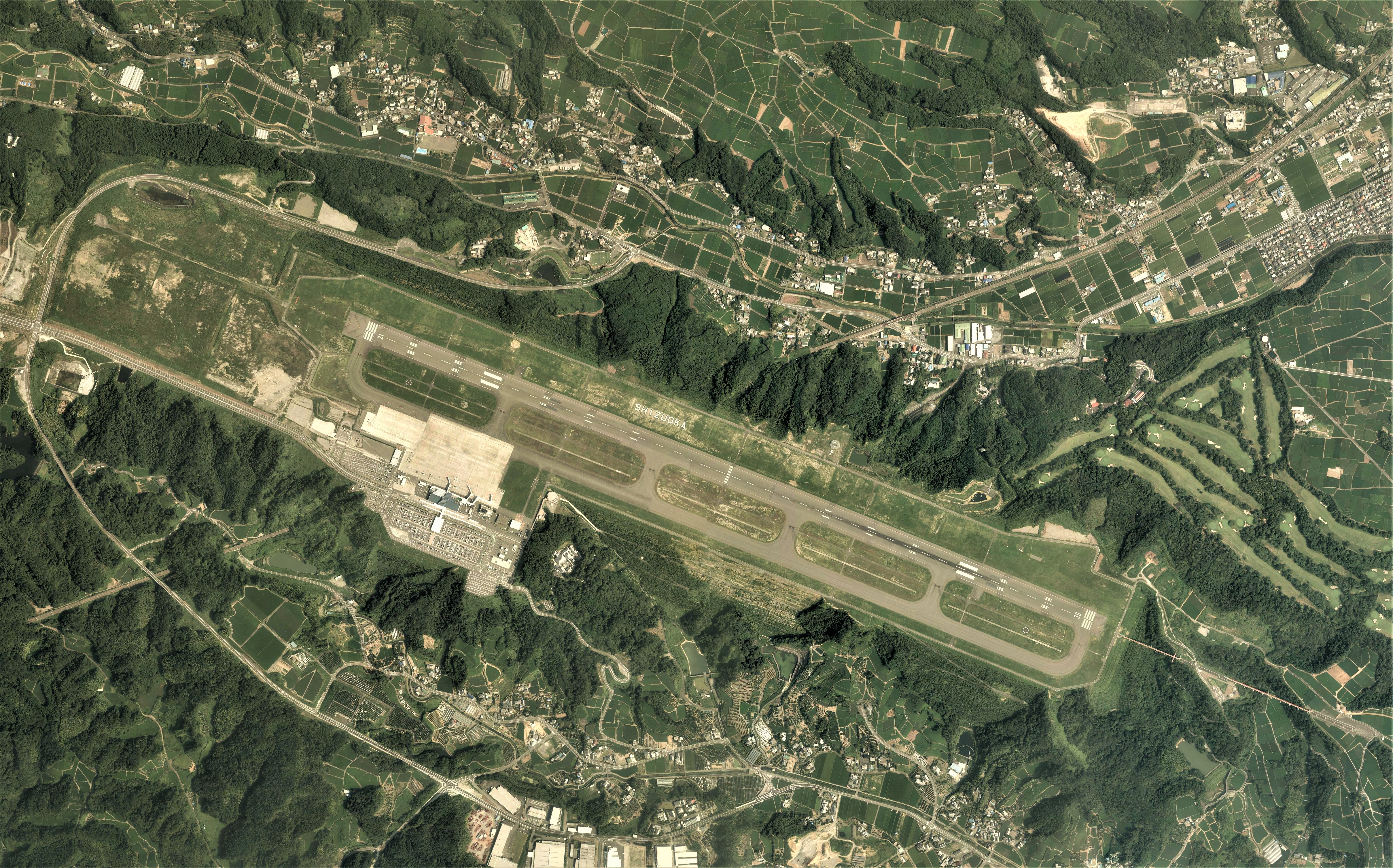
静岡空港周辺の空中写真。2013年撮影の6枚を合成作成。

1987年（昭和62年）、静岡県知事斉藤滋与史により島田市、旧榛原郡榛原町（牧之原市）への空港建設が決定された。1996年（平成8年）の運輸大臣亀井善之による設置許可を得て、整備が開始された。2009年（平成21年）3月に開港予定だったが、空港近隣にある伐採対象外の樹木が航空法の制限（制限表面）に抵触する問題があることが2008年（平成20年）9月に判明。翌10月、暫定的に滑走路を短くする工事を行うことが決まった。そのため、延期されることが県より公式に発表され、2009年6月4日に開港。なお、2,500メートルへの延長工事は8月27日に完成した。
総事業費は約1,900億円、そのうち空港本体の事業費は約490億円。空港整備特別会計からの国庫補助金は約245億円であり、約1,655億円が静岡県の支出となる。地方空港が過剰となっている問題のため、日本国政府が離島以外の地方空港新設をしない方針を打ち出していることから、マスメディアから「最後の地方空港」と呼ばれている。
開港当初は、年138万人の需要を見込んでいたが、就航便の伸び悩みから2010年（平成22年）には、2017年度に70万人の目標へ下方修正した。
国際線の就航は、2014年（平成26年）7月末の時点で3路線週13便だったのが、2015年（平成27年）7月末時点では13路線週47便と大増した。特に静岡県からの多大な補助金注入のため、中華人民共和国からの国際線が多く就航しており、同月以後も、チャーター便の増発や新規就航が検討されていた。2016年（平成28年）からは国際線の減便が続いたが、2013年度より国内線の前年実績超えが続いたことで2018年度は初の搭乗者70万人台を記録した。
富士山静岡空港という愛称がつけられているが、ターミナルビルから富士山山頂までは直線距離で約80キロメートル離れている。なお、羽田空港（第3ターミナル）から富士山山頂までは直線距離で約96キロメートルである。

## 管理・運営

### 空港運営会社
富士山静岡空港株式会社
静岡県は空港運営会社に第三セクター方式による出資はせず、指定管理者制度等の枠組みを用いて空港の運営を民間会社に行わせる方針をとった。主に県内の民間企業12社の出資により設立された。
牧之原市の西原茂樹市長は、富士山静岡空港株式会社への出資の意向を表明した。その後、富士山静岡空港株式会社側も経営に関与しないことを条件に、牧之原市から出資を受け入れることを表明した。

### 地上業務会社
株式会社エスエーエス（旧社名・静岡エアポートサービス株式会社）
2008年3月6日、鈴与と静岡鉄道は共同で空港でのカウンター業務や機体誘導など地上業務を支援する新会社「静岡エアポートサービス（現・エスエーエス）」（静岡市葵区）を設立した。

### 収支と経済効果
静岡県は、静岡空港の運営収支は2018年度まで10年連続で赤字だったと算出している。従前実施してきた県一般会計からの補填は、民営化（上記「空港運営会社」参照）した2019年度以降は一部を除き行わない。一方で、2018年度だけで370億円の経済効果があったと推定している。

## 統計

### 利用者数
元のウィキデータクエリを参照してください.

### 利用状況
|        | 国際線   | 国際線 | 国内線   | 国内線 | 合計     | 合計  |
| 旅客数 | 国内順位 | 旅客数 | 国内順位 | 旅客数 | 国内順位 |       |
| ------ | -------- | ------ | -------- | ------ | -------- | ----- |
| 2009年 | 115,293  |        | 249,112  |        | 364,405  |       |
| 2010年 | 238,234  |        | 354,999  |        | 593,233  |       |
| 2011年 | 152,589  |        | 277,936  |        | 430,525  |       |
| 2012年 | 191,739  |        | 248,072  |        | 439,811  |       |
| 2013年 | 173,461  | 9/51   | 287,196  | 46/90  | 460,657  | 40/90 |
| 2014年 | 203,933  | 9/49   | 303,017  | 46/89  | 506,950  | 41/89 |
| 2015年 | 390,740  | 8/51   | 308,536  | 46/90  | 699,276  | 36/90 |
| 2016年 | 278,030  | 9/50   | 338,354  | 46/91  | 616,384  | 40/91 |
| 2017年 | 289,613  | 10/45  | 381,969  | 46/89  | 671,582  | 38/89 |
| 2018年 | 290,015  | 14/51  | 427,348  | 44/89  | 717,363  | 39/89 |
| 2019年 | 317,142  | 12/47  | 488,053  | 42/92  | 805,195  | 39/92 |
| 2020年 | 35,430   | 12/41  | 190,414  | 42/90  | 225,844  | 40/90 |
| 2021年 | 0        | -      | 166,838  | 43/90  | 166,838  | 43/90 |
| 2022年 | 0        | -      | 328,296  | 41/91  | 328,296  | 41/91 |
| 2023年 | 66,644   | 16/44  | 422,983  | 45/92  | 489,627  | 40/92 |
| 2024年 | 178,617  | 15/47  | 404,755  | 45/92  | 583,372  | 41/92 |

2024年（令和6年）の乗降客数（国内線+国際線）は全国92空港中 41位、着陸回数については4,970回（国内線+国際線）で、全国107空港中 40位であった。
|            | 国際線 | 国内線 | 合計 |
| ---------- | ------ | ------ | ---- |
| 開港年     | 32     | 106    | 138  |
| 開港後5年  | 34     | 108    | 142  |
| 開港後10年 | 36     | 111    | 147  |

## 歴史

### 前史
- 1950 - 1970年代
  - 地元有志により、「小笠山国際貨物空港構想」が提唱される。
- 1981年（昭和56年）
  - 浜松商工会議所を中心とした浜松経済界有志が「浜松空港開設推進協議会」を設立し、航空自衛隊浜松北基地（当時）の民間共用化運動を行う。
- 1985年（昭和60年）
  - 静岡県内の政財界有志が「静岡県民間空港開設研究会」を設立。
- 1986年（昭和61年）
  - 静岡県民間空港開設研究会が静岡県に対し、「国際的多機能」という位置づけで空港が静岡県にもたらす社会・経済効果について調査。航空自衛隊浜松北基地・静浜基地の共用化を含めた空港適地の検討を行い、国に対し空港設置を要望することなどを提言。
- 1987年（昭和62年）
  - 静岡県の新総合計画に空港整備の推進が盛り込まれる。建設予定地決定前の前史については静岡政治経済特報「富士山静岡空港カウントダウン」1 - 3[14] などを参照。

### 建設予定地決定以降

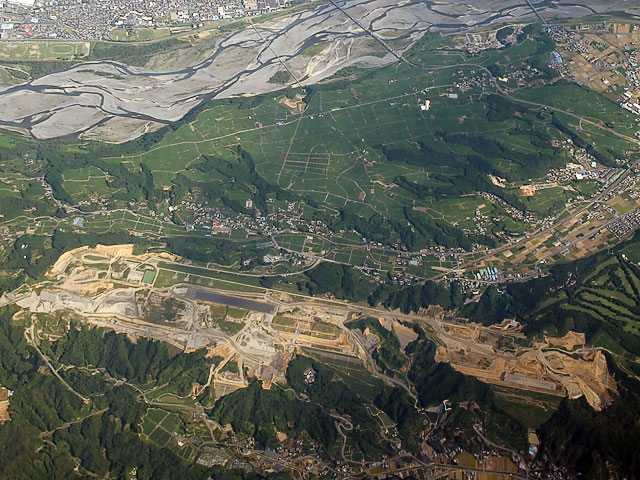
建設中の静岡空港（2006年9月）

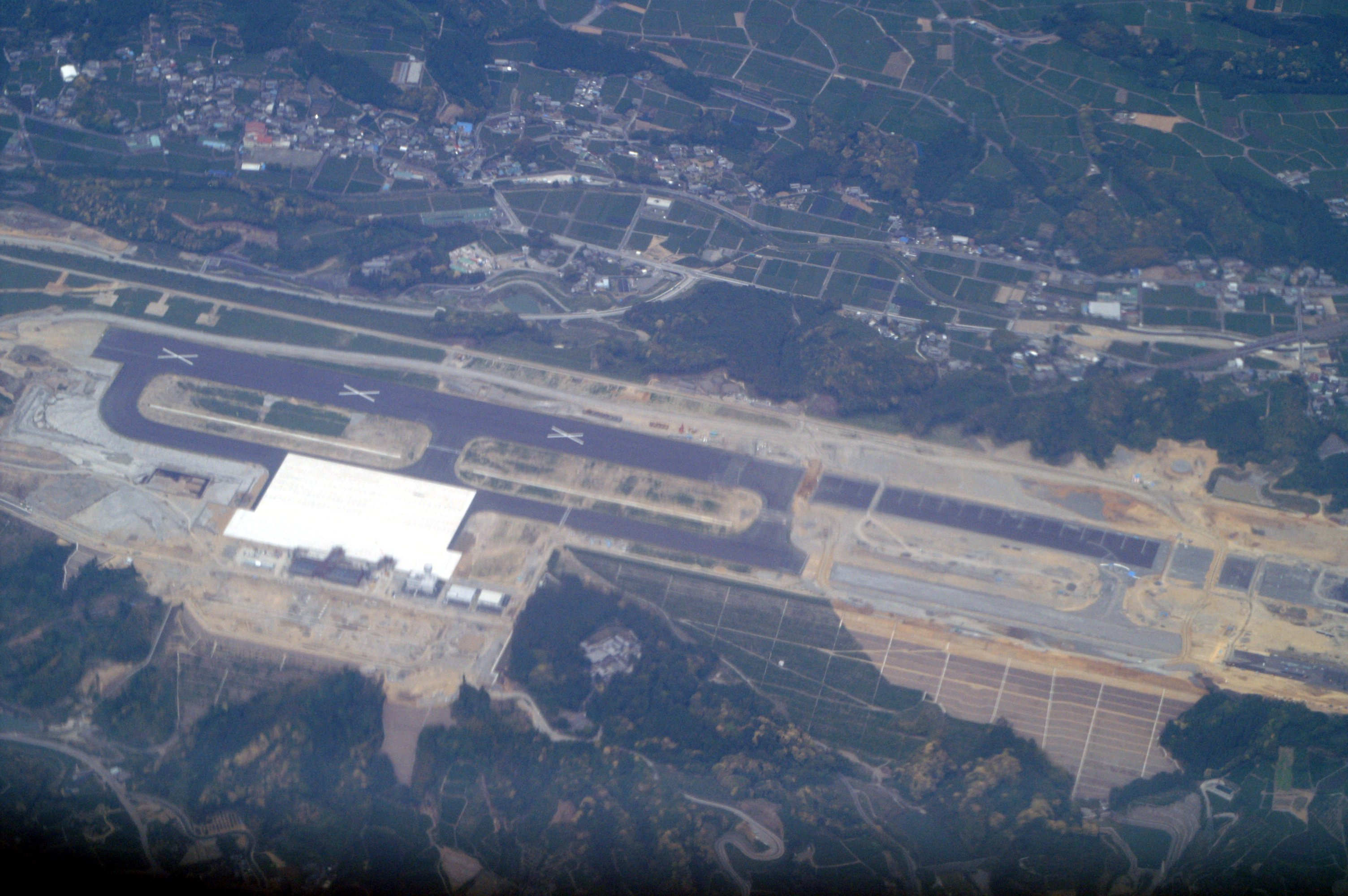
建設中の静岡空港（2008年5月）

開港にかけての経緯は、静岡県庁ウェブページ内「富士山静岡空港資料室」 など参照。 
- 1987年（昭和62年）
  - 12月17日：静岡県、空港建設予定地を島田市・榛原町（当時）に決定。
- 1993年（平成5年）
  - 8月：静岡空港が第6次空港整備五箇年計画の新規事業となる。
- 1996年（平成8年）
  - 7月26日：運輸大臣、静岡県に対して静岡空港の設置を許可[16]。
  - 11月：静岡県、静岡空港の用地買収を開始。
- 1998年（平成10年）
  - 11月20日：静岡県、起工式を行い静岡空港の本体工事に着手。
- 2001年（平成13年）
  - 6月：建設反対派、地方自治法の直接請求権に基づき住民投票条例の制定を請求。
  - 9月：静岡県議会、住民投票条例案を否決。
- 2004年（平成16年）
  - 11月26日：静岡県、国土交通省中部地方整備局長に対して土地収用法に基づく事業認定を申請。空港用地の収用手続きが進められたのは成田空港予定地の代執行以来[17]。
- 2005年（平成17年）
  - 7月：国土交通省中部地方整備局長、静岡空港について土地収用法に基づく事業認定を告示。
- 2006年（平成18年）
  - 1月：日本語の愛称が「富士山静岡空港」（ふじさんしずおかくうこう）に決定。英文では使われない。
  - 2月：静岡県、静岡県収用委員会に対し空港本体部について土地収用法に基づく権利取得裁決申請、明渡裁決申立を行う。
  - 7月：静岡県、静岡県収用委員会に対し、空港周辺部について土地収用法に基づく権利取得裁決申請、明渡裁決申立を行う。
  - 10月：静岡県収用委員会、空港本体部の畑部分について静岡県の申し立てた権利取得および明渡を認める裁決を行う。
  - 11月：静岡県収用委員会、空港本体部の山林部分について静岡県の申し立てた権利取得および明渡を認める裁決を行う。
  - 12月：明渡期限到来により、土地収用法に基づく申請を行ったうち空港本体部の畑部分について静岡県が権利を取得した。
- 2007年（平成19年）
  - 1月
    - 明渡期限到来により、土地収用法に基づく申請を行ったうち空港本体部の山林部分について静岡県が権利を取得した。
    - 静岡県収用委員会、空港周辺部について静岡県の申し立てた権利取得および明渡を認める裁決を行う。
    - 建設反対派、静岡県の求めに応じ、空港本体部の元収用地に残る反対派所有物件を自主撤去。

  - 2月6日：未明に建設反対派の活動家が、静岡県庁別館前の路上で焼身自殺。
  - 2月：静岡県は、反対派の自主撤去を受けて、空港本体部における反対派所有物件撤去を目的とする行政代執行手続を中止。
  - 3月：明渡期限到来により、土地収用法に基づく申請を行ったうち空港周辺部について静岡県が権利を取得した。これにより、土地収用法に基づき県が申請した全ての権利を取得した。
- 2008年（平成20年）
  - 10月22日：静岡県は滑走路近くの航空法に反する立ち木問題（滑走路西の約40本の立ち木が、制限表面以上の高さとなることが建設着手してから判明した）を受け、滑走路を短くすることを正式に決定。これにより、工事完了と開港が遅れることとなった。また誘導灯を少しずらすため、さらに1億円の追加工事費が投じられることとなった。
  - 10月29日：静岡県は立ち木問題により滑走路短縮工事を実施することになり、11月1日に迫っていた工事完成予定期日までに間に合わないため、当初予定していた2009年3月の開港予定を最大4か月延期することを発表した。
  - 11月8・9日：「スカイ・レジャー・ジャパン&エアポートフェスタ 2008 in 静岡」開催。
- 2009年（平成21年）
  - 2月11日：静岡県知事石川嘉延が立ち木の地権者と初の直接面談を行い、地権者が立ち木伐採の条件として「静岡県知事の辞職」を要求。
  - 3月25日：静岡県知事石川嘉延が、臨時記者会見にて、静岡県知事を辞職する旨を表明[18]。
  - 5月11 - 18日：静岡県知事の辞職表明を受け、地権者が静岡県と分担して立ち木を伐採[19]。
  - 5月19日：立ち木が伐採されたことを受け、静岡県知事石川嘉延が辞表を提出（6月17日に退任）。

### 開港以降
- 2009年（平成21年）
  - 6月4日：開港（暫定滑走路2,200m）。
  - 6月5日：霧による、開港から初めての滑走路閉鎖。2便が中部国際空港へダイバートした[20]。
  - 6月20日：中国東方航空が、新型インフルエンザの流行が影響する需要低迷のため、2009年6月から8月は一部の便を欠航すると報じられた[21]。
  - 7月10・7月14日：予約低調のため、大韓航空がソウル便を欠航[22]。
  - 7月23日：フジドリームエアラインズが就航。
  - 8月27日：滑走路が2,500mに延伸、ILS運用開始。

- 10月2日：開港に先立ち、静岡県空港部が2月に、周辺の私有地の立ち木約100本を、地権者に無断で伐採していたことが判明する。

- 2010年（平成22年）
  - 3月31日：富士急山梨バスの高速バス富士山静岡空港線が廃止。これにより需要予測に計上されていた山梨県とを直接結ぶ公共交通による空港アクセスがなくなる。
  - 4月1日：日本航空グループが静岡空港から完全撤退。フジドリームエアラインズが札幌・福岡線の運航開始。
  - 5月19日：静岡県は、増便方針のフジドリームエアラインズなどの航空会社の要望を受け、静岡空港の1日の運用時間を2011年4月1日から7時30分 - 20時30分とする考えを示し、地元説明会を開始した[23]。
- 2011年（平成23年）
  - 3月26日：フジドリームエアラインズの小松・松本線が旅客減少のため、この日をもって運休。
  - 7月31日：フジドリームエアラインズの熊本線が旅客減少のため、この日をもって運休。
  - 10月30日：フジドリームエアラインズが旅客数の減少により減便。札幌線が毎日1往復から月・水・金の隔日1往復に減便、鹿児島線が毎日1往復から火・木・土・日の隔日1往復に減便、福岡線が毎日3往復から毎日2往復に減便。
- 2012年（平成24年）
  - 3月8日：ターミナル地区西側新駐機場（3スポット）供用開始。
  - 3月25日：チャイナエアラインの台北/桃園線（週3便）が就航。
  - 6月18日：中国東方航空の上海/浦東経由武漢線（週4便）が就航開始[PR 2]。
  - 10月28日：フジドリームエアラインズの静岡 - 福岡線を1日2便から1日3便に増便、静岡 - 鹿児島線を週3便から1日1便に増便、静岡 - 札幌（新千歳）線を旅客が見込めないため週4便から冬季運休。
  - 10月28日:遠州鉄道（遠鉄バス）のリムジンバス「e-wing」、旅客低迷のため静岡空港路線から全面撤退。
  - 11月4日：国際線の新搭乗橋（1番スポット）供用開始。
- 2013年（平成25年）5月25日：チャイナエアラインが静岡 - 嘉義空港（台湾）間にチャーター便を運航[24]。
- 2014年（平成26年）
  - 3月28日：大韓航空が旅客低迷を理由にソウル/仁川線を廃止、静岡空港から撤退。
  - 5月28日：天津航空が静岡 - 天津間にチャーター便を運航。同年10月25日まで週5便を運航予定であったが、好調のため定期便化された。また、天津航空の日本への初飛来となった[PR 3][25]。
  - 12月25日：北京首都航空が静岡 - 杭州にチャーター便を運航。2015年3月28日まで週2便を運航予定であったが、期間後も継続して運航。なお、日本国内の連続チャーター便運航は那覇に続く2例目となる[26]。
- 2015年（平成27年）
  - 1月28日：天津航空がチャーター便として運航していた静岡 - 天津線を定期便（週5便運航）として就航[PR 4]。
  - 2月17日：中国東方航空が静岡 - 寧波間にチャーター便（週2便）を運航[27]。
  - 3月29日：中国東方航空がチャーター便としていた静岡 - 寧波線を定期便（週2便）として就航、静岡 - 上海・武漢線を週5便から1日1便へ増便[PR 5]。
  - 5月15日：中国南方航空が静岡- 武漢線（週3便）、および静岡 - 南寧線（週2便）でそれぞれ就航開始[28]。
  - 5月16日：天津航空が静岡 - 西安線を週2便で新規就航、静岡 - 天津線を週5便から1日1便へ増便[29]。
  - 5月27日：北京首都航空が静岡 - 石家荘に連続チャーター便（週2便）を運航。
  - 5月28日：北京首都航空が静岡 - 塩城に連続チャーター便（週2便）を運航。
  - 6月10日：中国東方航空が静岡 - 寧波線を週2便から週4便へ増便[PR 6]。
  - 6月28日：中国南方航空が静岡 - 鄭州線で新規就航（週2便）。
  - 7月1日：中国東方航空が静岡 - 温州線で新規就航（週2便）[30]。
  - 7月2日：北京首都航空がチャーター便としていた静岡 - 杭州線を定期便（週2便）として就航、中国南方航空が静岡 - 長沙線で新規就航（週2便）[31]。
  - 7月4日：中国東方航空が静岡 - 南京線で新規就航（週2便）。
  - 7月23日：フジドリームエアラインズが静岡 - 福岡線を1日3便から1日4便に増便。中国東方航空が静岡 - 上海線を1日1便から週12便に増便。
  - 9月3日：北京首都航空がチャーター便としていた静岡 - 塩城線を定期便（週2便）として就航。
  - 9月5日：北京首都航空がチャーター便としていた静岡 - 石家荘線を定期便（週2便）として就航。
  - 9月21日：雲南祥鵬航空が静岡 - 長沙に連続チャーター便（週1便）を運航。
  - 9月23日：中国東方航空が静岡 - 合肥線で新規就航（週2便）。
- 2016年（平成28年）
  - 5月13日：天津航空が静岡- 天津線（週2便）を5月18日より撤退すると静岡県空港利用促進課が発表した。
  - 10月8日：アシアナ航空便がエアソウルに移管され、18日からは週5便に増便[32]。
  - 12月30日：キャセイドラゴン航空が静岡 - 香港間にチャーター便を運航[33]。
- 2017年（平成29年）
  - 3月26日：フジドリームエアラインズ、静岡 - 札幌（新千歳）線を運休。
  - 7月5日：エアソウルのソウル（仁川）線が週6便に増便[34]。
  - 12月24日：エアソウルのソウル（仁川）線が週7便に増便[35]。
- 2018年（平成30年）
  - 3月25日：フジドリームエアラインズが静岡 - 出雲線を1日1便で就航[36]。また、エアソウルのソウル（仁川）線が週7便から週5便に減便[37]。
  - 4月10日：新国内線ターミナルが供用開始[38]。
  - 12月22日：中国聯合航空が静岡 - 煙台線を週3便で就航。
- 2019年（平成31年）
  - 3月28日：和食レストラン「海山」開業。静岡空港フードコート更新完了[要出典]。
  - 4月1日：富士山静岡空港民営化開始。三菱地所や東急電鉄グループが運営[39][40]。
- 2019年（令和元年）
  - 7月1日：四川航空が静岡 - 西安線を週4便で就航。
  - 9月30日：エアソウルの静岡 - 仁川線全便運休。
  - 10月27日：中国東方航空が静岡 - 杭州線を週7便に増便。
  - 10月29日：中国東方航空が静岡 - 南昌線を週4便で就航[41]。
  - 11月10日：中国東方航空が静岡 - 連雲港線を週4便で就航[42]。
  - 12月29日：上海航空が静岡－温州線を週2便で就航。

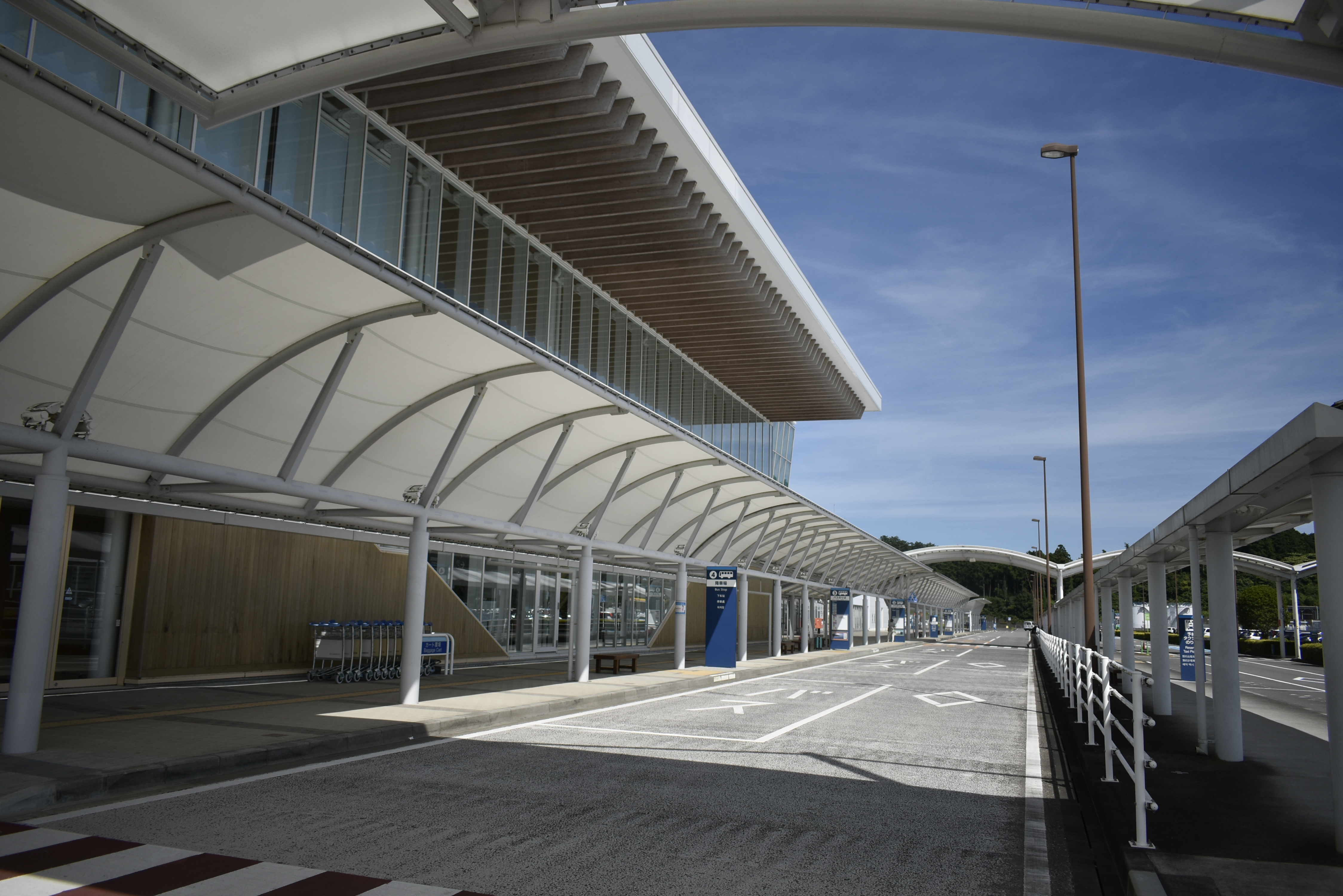
2020年（令和2年）
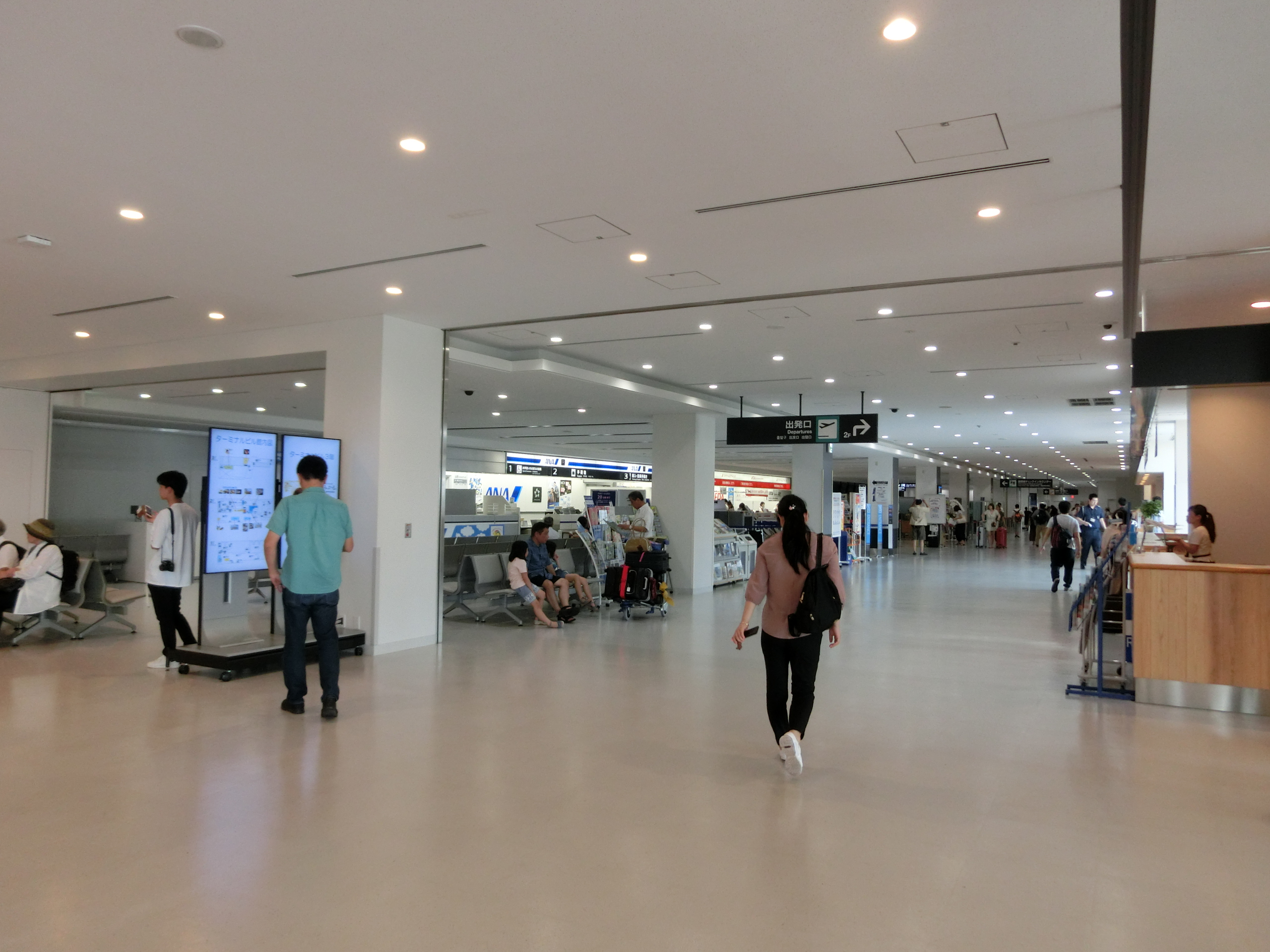
チェックインカウンター
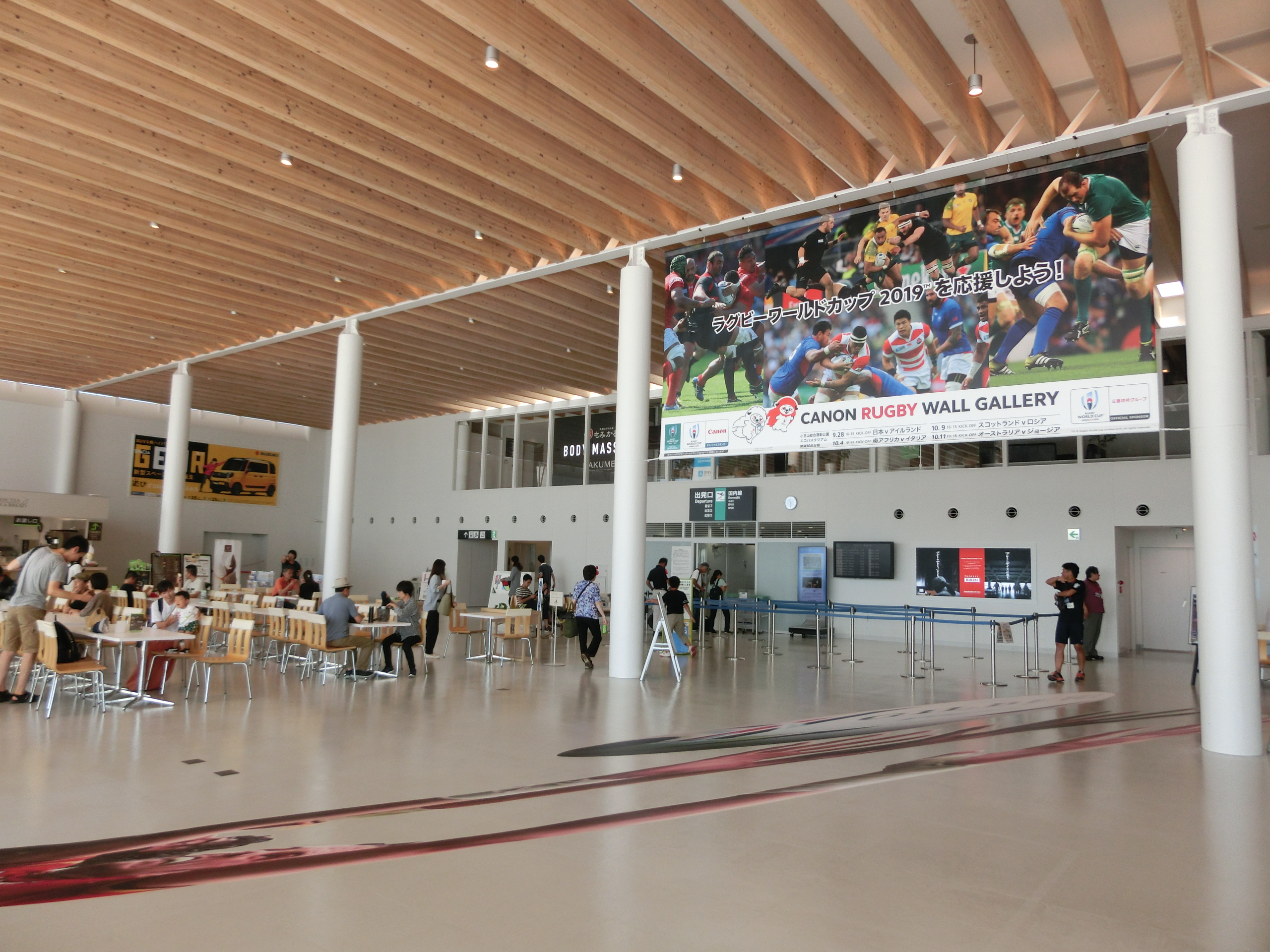
出発ロビー
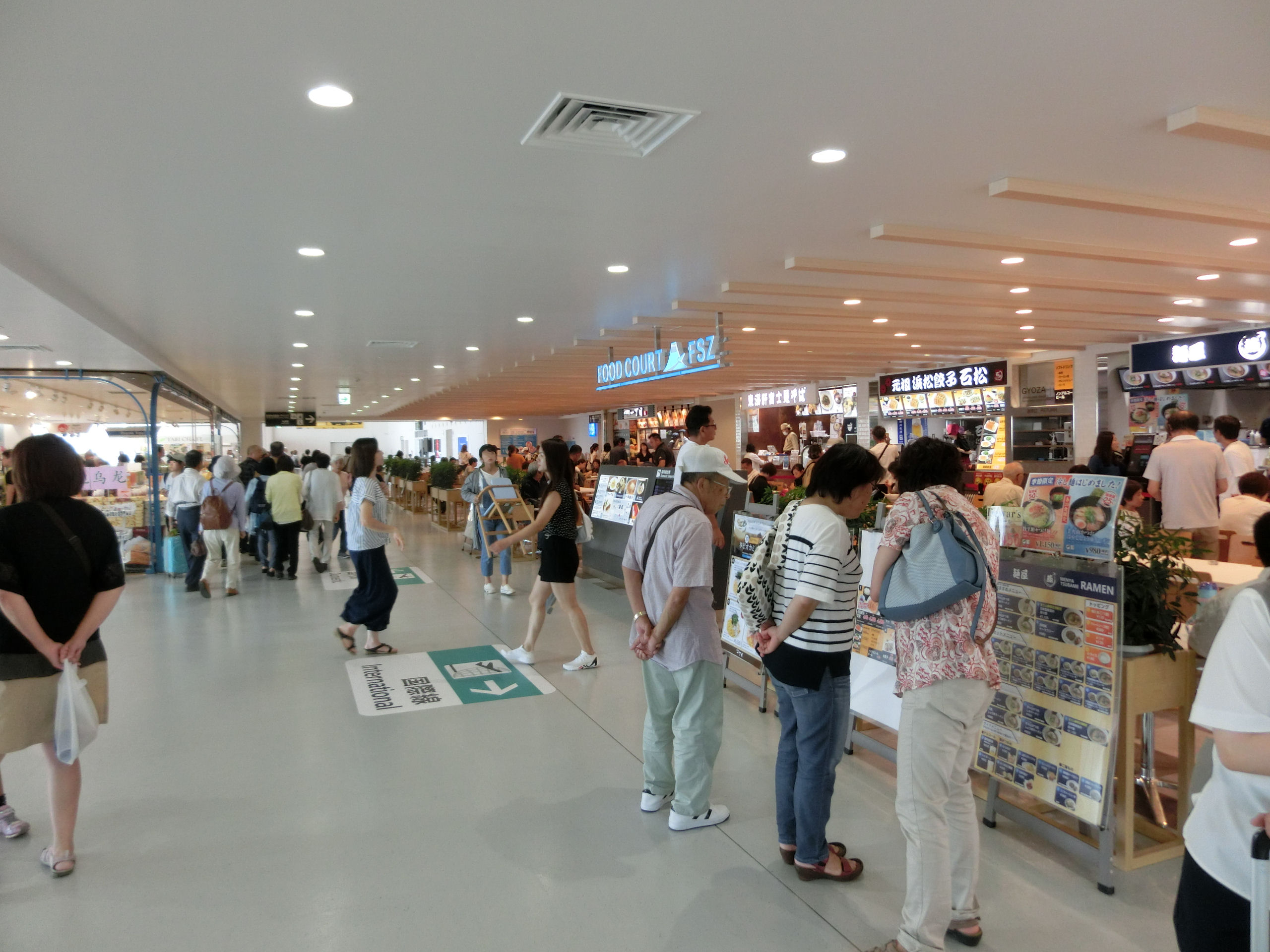
フードコート
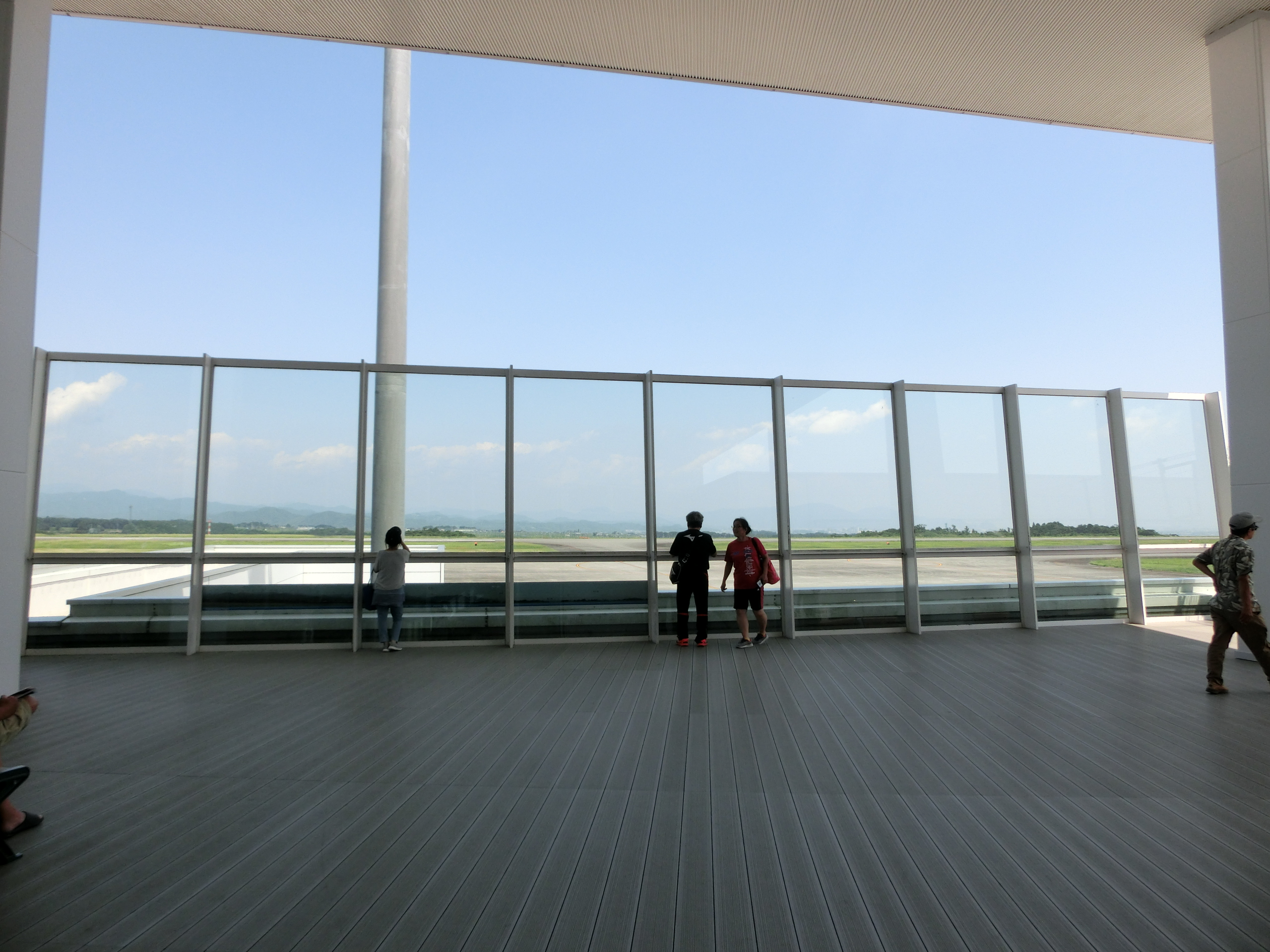
静岡空港展望デッキ
  - 1月13日 : 中国聯合航空が静岡－北京/大興 (煙台経由)線を週3便で就航
- 2021年（令和3年）
  - 3月11日：静岡県三島市にある日本大学国際関係学部・短期大学部と産学連携協定を締結[43]。

## 施設
エプロン（バース数）
大型ジェット用2、中型ジェット用1、小型ジェット用5
旅客ターミナル
鉄骨3階建て、延べ床面積約1万1400平方メートル
ガラス張りの中央吹抜部の向きを富士山眺望方向に向けてあるのが特徴。1階に航空会社カウンターと到着ロビーや観光案内所、コンビニエンスストアが入り、2階に出発ロビー、売店とカフェ、フードコート、ラウンジなどがある。3階バルコニーに展望デッキが配置されている。
なお、ターミナルビル直下の地下を東海道新幹線のトンネルが通っている。
空港ラウンジ
カード会社によって提供されるラウンジ（特別待合室）が設置されている。
- YOUR LOUNGE(国内線・国際線)[46]

ビジネスジェットターミナル
旅客ターミナルビルとは別に、ビジネスジェット利用者用のターミナル施設がある。専用受付、ラウンジ、VIPルーム、乗務員用控室が設置されている。
格納庫
幅73メートル、奥行50メートル、高さ17・4メートル。ビジネスジェット機の専用ラウンジを併設。
フジドリームアビエーションエンジニアリングが運営。
ボーディング・ブリッジ
4本
うちスポット1のボーディング・ブリッジには、飛行機との接続口を自動で上下し機体保護と搭乗客の安全を図るセンサーが全国98の空港の中で初めて取り付けられている。静岡空港では2016年から2019年にかけて改良工事を行い、ボーディングブリッジが増加した。
駐車場
約2,000台（P1、P5は有料、その他の駐車場は無料）
展望デッキ・広場
空港東側に石雲院展望デッキが整備され、無料の呈茶コーナー・カフェコーナーも設置された。また、空港の東西に展望広場も整備されている。
礼拝所
誰でも自由に礼拝ができる、男女別の礼拝室が設置されている。
- 車寄せ（2022年7月）
- チェックインカウンター
- 出発ロビー
- フードコート
- 静岡空港展望デッキ

## 拠点空港・焦点空港としている航空会社
- フジドリームエアラインズ
- シークエンス航空　[50]

## 就航路線
航空会社が2社以上の場合、最前の航空会社の機材・乗務員で運航する共同運航（コードシェア）便

### 国内線
| 航空会社                                        | 就航地                                                                             |
| ----------------------------------------------- | ---------------------------------------------------------------------------------- |
| フジドリームエアラインズ (FDA) ・日本航空 (JAL) | 札幌/新千歳、札幌/丘珠（夏季季節運航）、出雲、福岡、熊本（繁忙期のみ運航）、鹿児島 |
| 全日本空輸 (ANA)                                | 札幌/新千歳、那覇                                                                  |

航空会社が撤退した定期就航路線

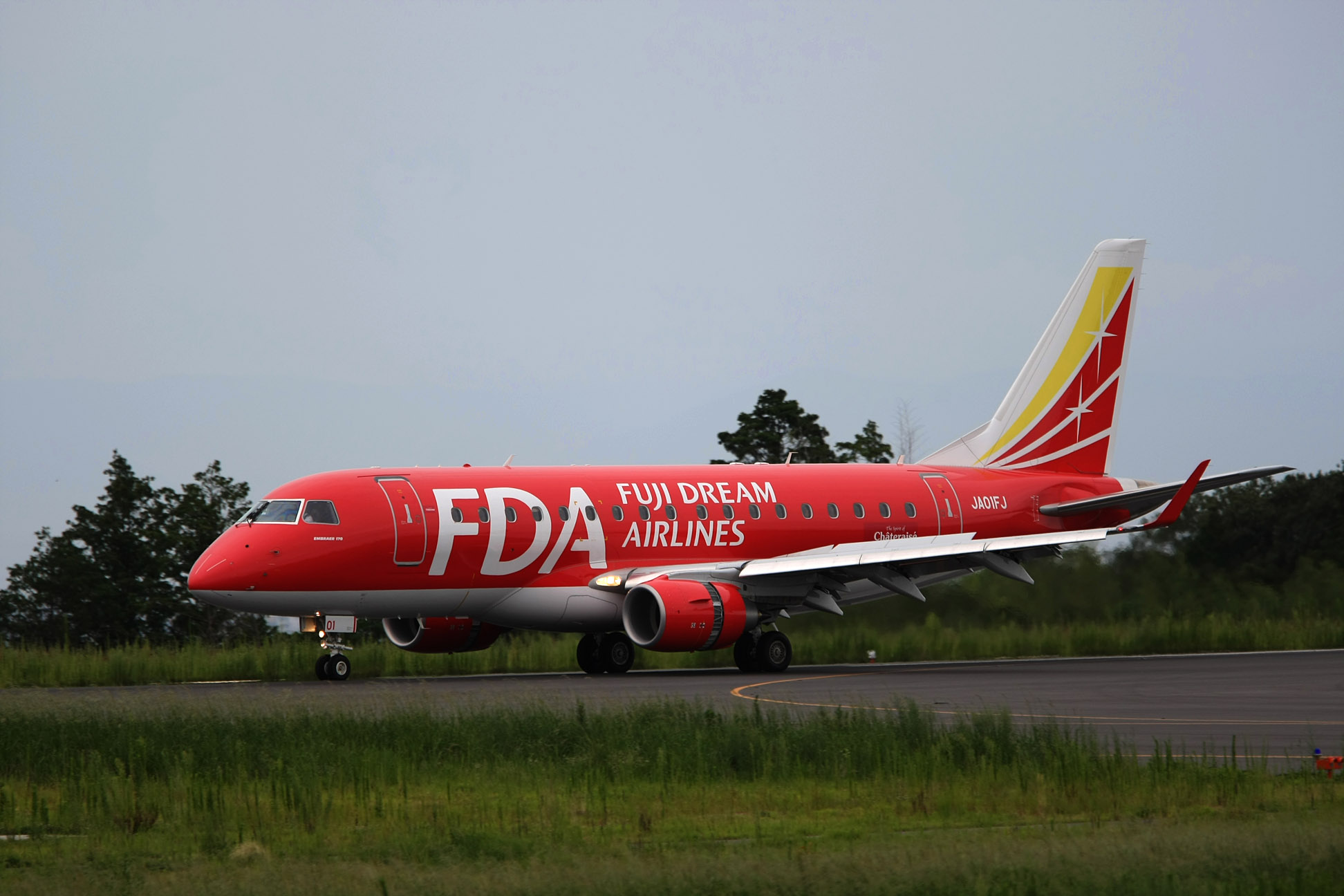
静岡空港に着陸したフジドリームエアラインズのエンブラエル 170

- 小松空港（FDA：2009年7月23日 - 2011年3月26日）
- 松本空港（FDA：2010年10月31日 - 2011年3月26日）
- 北九州空港（FDA：2019年3月31日 - ）（現在、一時運休中）

### 国際線
※ 航空連合は右記のとおり。SA：スターアライアンス、OW：ワンワールド、ST：スカイチーム
※ 語末の★は、格安航空会社 (LCC)
※ 就航予定路線の実際の就航は予定より遅れることがある。
2025年7月17日現在、以下の航空会社が運航している。
| 航空会社                   | 就航地                                               |
| -------------------------- | ---------------------------------------------------- |
| チェジュ航空 (7C)★         | 仁川国際空港 (ソウル)                                |
| 中国東方航空 (MU) (ST)     | 上海浦東国際空港 (上海)                              |
| 北京首都航空 (JD)          | 杭州蕭山国際空港 (杭州)                              |
| 青島航空 (QW)              | 青島膠東国際空港 (青島) (2025年7月17日より運航開始） |
| 香港エクスプレス航空 (UO)★ | 香港国際空港（香港）                                 |

再開時期未定の航空会社（路線）
| 航空会社                                | 就航地                                                                                                  |
| --------------------------------------- | --- |
| 中国東方航空 (MU) (ST)                  | 寧波櫟社国際空港（寧波）、杭州蕭山国際空港（杭州）、南昌昌北国際空港（南昌）、連雲港白塔埠空港（連雲港) |
| 中国聯合航空 (KN)                       | 煙台蓬萊国際空港（煙台）、北京大興国際空港（北京）（煙台経由）                                          |
| 四川航空 (3U)                           | 西安咸陽国際空港（西安）                                                                                |
| 上海航空 (FM) (ST)                      | 温州龍湾国際空港（温州）                                                                                |
| チャイナエアライン (CI) (ST) ・日本航空 | 台湾桃園国際空港（台北）                                                                                |

航空会社が撤退または運休中の定期就航路線
- 鄭州（中国南方航空：2015年6月28日 - 2015年8月23日）
- 合肥（中国東方航空：2015年9月23日 - 2015年10月21日）
- 長沙（中国南方航空：2015年7月2日 - 2015年10月22日）
- 石家荘（北京首都航空：2015年9月5日 - 2015年10月24日）
- 西安（天津航空：2015年5月16日 - 2015年12月26日）
- 塩城（北京首都航空：2015年9月3日 - 2016年3月24日）
- 海口（北京首都航空：2015年12月10日 - 2016年3月24日）
- 武漢（中国南方航空：2015年5月15日 - 2015年10月24日、2016年1月25日 - 2016年3月25日[54]）
- 南寧（中国南方航空：2015年5月15日 - 2015年10月23日、2016年1月25日 - 2016年3月25日[54]）
- 天津（天津航空： 2015年1月28日 - 2016年5月14日[55]）
- 大連（天津航空：2016年7月 - 8月[56]）
- 済南（北京首都航空：2016年3月 - 9月[57]）
- 温州（中国東方航空：2015年7月1日 - 2016年10月26日[58]）
- 南京（中国東方航空：2015年7月4日 - 2017年3月24日[59]）
- 瀋陽（北京首都航空：2016年5月 - 2016年9月、2017年3月29日 - 2017年5月13日[34]）

## 各路線の動向

### 国内線
全日本空輸グループ（開港 - ）
全日本空輸（ANA）グループは、2007年（平成19年）7月に新千歳・那覇線へ各1便の就航を表明した。ANAの山元峯生社長は、2008年1月23日の記者会見で静岡 - 成田線の路線展開の可能性があると述べた。
2008年4月22日、新千歳、沖縄便の運航計画、ダイヤ、機材が公表された。沖縄、札幌を1往復するスケジュールでありボーイング737-500型機（126席）、またはボーイング737-700型機（120席）でエアーニッポン（その後、2012年（平成24年）にANA本体に吸収）による運航で就航している。
日本航空に対する搭乗率保証などについて、全日空は不公平であると主張していた。静岡県は、沖縄便の着陸料を減免することとした。
2013年（平成25年）春ダイヤ以降は機材を大型化し、ボーイング737-800型機（167席）で運航中。
フジドリームエアラインズ（2009年7月 - ）
鈴与は2008年6月、静岡空港を拠点とする地域航空会社「フジドリームエアラインズ」（FDA）を設立した。
新千歳線と福岡線を各1日3便就航するとしていたが日航と全日空の同路線への就航表明を受け、競合する路線への就航を回避し仙台・成田・羽田・新潟・松山・小松・熊本・鹿児島など競合しない路線への就航を検討することとした。
2008年7月、小松、熊本、鹿児島へ2009年夏を目処にエンブラエル 170（76席）で就航させることを発表した。
2010年1月、同年4月1日から日本航空が撤退する札幌と福岡へ就航することを決定した。当初は、札幌1往復、福岡3往復とし、福岡線については、4往復化を図るものとしている。
2016年6月4日より札幌（丘珠）便を夏期季節運航にて週2便で開設。静岡 - 札幌線としては、同じく夏期季節運航で週5便運航する札幌（新千歳）と合わせて毎日運航となった。報道では、新千歳便が好調であることから就航日が重ならなければ一定の需要が見込めるとしており、丘珠空港初のジェット機による定期旅客便となった。
日本航空グループ（開港 - 2010年3月31日撤退）
日本航空グループは、2005年（平成17年）5月、静岡空港への乗り入れ、その他静岡空港の整備・利活用について協力することで静岡県と合意した。
その後、2007年7月の全日空就航表明を受け就航路線便数について再検討した結果、同年10月31日になって静岡県と改めて覚書を交わすことで合意したとの発表を行った。この中で静岡空港開港時から新規乗り入れを行うこと、予定路線および便数は静岡 - 札幌線1日1往復、静岡 - 福岡線1日3往復であることを明らかにした。
当初、機材はマクドネル・ダグラス MD-90（クラスJ 18席・普通席132席）とエンブラエル170（普通席76席）を使用していたが、搭乗率が低迷し続けたため、福岡・札幌の全ての便を座席数の少ないエンブラエル170で運航することを決めた。
その後、搭乗率の改善が見込めないこと、日本航空が2010年1月19日に経営破綻したことから、2010年3月31日をもって、静岡空港から撤退した。同年4月1日から、福岡便・新千歳便ともに、フジドリームエアラインズの運航便によるコードシェア便を行っている。

### 国際線
大韓民国（日本・韓国間の航空路線も参照）
アシアナ航空は2007年8月8日、静岡県庁でソウル/仁川線の1日1便の就航を正式に表明した。2008年6月27日、運航スケジュールを発表しエアバスA321-200（177席）にて運航することを発表。なお、2010年3月28日から10月30日の夏季ダイヤに限り、毎週金曜日についてはボーイング767-300（250席）で運航された。
大韓航空も就航する意向を表明し、2008年12月22日にソウル/仁川線へ1日1便、ボーイング737-800（149席）にて就航させることを決めた。しかし日韓関係の悪化で利用者数が減少し、2014年3月28日をもって運休し、静岡空港から撤退した。
2019年5月10日には、格安航空会社 (LCC) チェジュ航空が静岡 - ソウル仁川線を、週4便で就航開始した。
2019年9月30日には、エアソウル静岡 - 仁川線全便運休する見通しを明らかにした。
中華人民共和国
中国東方航空は2008年10月、上海/浦東から週4便での乗入れを申請、12月に認可された。当初、冬季は週2便、夏季は週4便の運航を基本とし、2012年6月18日からは武漢へ延伸された。2014年7月5日から10月9日まで一時的に毎日運航に増便した後、2015年3月29日のサマーダイヤから正式に上海経由武漢線のデイリー化がなされた。また、同日の新規ダイヤから寧波線も週2便で新規就航した。その後中国の訪日旅客需要の増加を受け、同社は2015年に入ってから寧波線の週4便への増便（同年6月10日）を皮切りに、温州（7月1日）・南京（7月4日）への新規定期便就航、および上海線のダブルデイリー化（7月下旬予定）と急速に路線を拡充させており、7月末時点の静岡空港で最も多くの国際路線便を就航させている航空会社となっている。
天津航空は、2013年後半から主に観光目的で日本へ行く中国人が増加したため、2014年5月28日に天津からのチャーター便を運航し始めた。当初は同年10月25日までの一時的な運航を予定していたが、運航状況が好調なことから運航が定期化し、2015年1月28日に天津線（週5便）として正式な定期便となった。その後、2015年5月15日のダイヤ改正で新たに西安便が週2便で就航したものの旅客数の減少で撤退、2016年3月現在天津線週3便のみの運航に減便となっている。
中国南方航空は2012年1月から長沙へのチャーター便を定期的に運航してきた が、中国の訪日旅客需要増加を受け、2015年から新たに定期便として乗り入れるようになった。同社は2015年5月から6月の短期間に新規の定期路線を4線まとめて就航させる予定をたて、武漢（5月15日就航、週3便）、南寧（5月15日就航、週2便）、鄭州（6月28日就航、週2便）、長沙（7月2日就航、週2便）と順次就航、したが、鄭州、長沙は廃止、武漢、南寧についても2016年3月現在旅客数減少のため長期運休しており、事実上静岡空港から撤退している形となっている。
北京首都航空は、2014年に杭州との定期チャーター便の運航を始めた。当初は2015年3月28日までの運航予定であったが、好調のため期間を超えても運航され、同年7月2日から定期便（週2便）に昇格している。
2015年に天津航空が静岡 - 西安線を運航していて、2016年から2018年のときは運休が多かった。2019年の7月1日には四川航空の静岡 - 西安線が新規就航した。

中華民国（台湾）
開港から2年間で112便の台湾行きのチャーター便が運航された。静岡県はチャイナエアラインに対して定期便化を働きかけ、同社は2012年3月25日から台北/桃園線を週3便で就航した。その後、2013年3月31日に運航スケジュールが改正され週4便に増便されている。2018年（チャイナエアライン）が5月13日から機材繰りのため、週2日減便する見通しを明らかにした。
チャーター便
開港2年目の2010年から、韓国・釜山との定期チャーター便がアシアナ航空によって運航された。運航開始当初に「冬の季節運航」へと繋げていくとする考えが示された が、東日本大震災や日韓関係の悪化で利用者数がふるわず、2013年の運航 を最後に実施されず、頓挫している。
一方で中国との定期チャーター便は、過去に天津、長沙、杭州の各便があったが、定期便に昇格したため、こちらも2015年7月1日を最後に消滅している。
その他チャーター便としては、旅行会社各社によるチャーター便が不定期であり、今までにハワイ、および東アジア、ロシア、モンゴル、東南アジア方面への飛行実績がある。

## 建設反対の国会議員署名活動
- 2003年（平成15年）に海野徹（参議院議員）、中村敦夫（参議院議員）、佐藤謙一郎（衆議院議員）、金田誠一（衆議院議員）、岡崎トミ子（参議院議員）、保坂展人（衆議院議員）、佐々木憲昭（衆議院議員）、武山百合子（衆議院議員）、岩佐恵美（参議院議員）、中川智子（衆議院議員）、近藤昭一（衆議院議員）、大渕絹子（参議院議員）、大沢辰美（参議院議員）、塩川鉄也（衆議院議員）が呼び掛け人となって民主党、日本共産党、社民党、自由党から静岡空港建設反対の国会議員159名によって

| 本来、高速交通網に恵まれている上、東西の両隣接地域に大規模空港を擁する静岡県に地方空港を新設する必要性は乏しく、旅客需要予測にも大いに疑問があります。 また、こうした事情を反映して、例えば、一昨年、空港建設の是非を住民投票に問うための直接請求が成立した事実を見ても明らかなように、県営空港の建設に静岡県民の合意が成立しているとは認めがたいものがあります。 静岡空港用地の所得に行き詰まった静岡県は、土地収用を目指して事業認定の申請を準備しますが、このような正当性も緊急性もない事業を、しかも用地取得に強制力まで用いて強行することは、公共事業の実施における民主性の確保に明らかに逆行するものであり、公共事業の国民的改革の見地から極めて不当で到底容認できません。 空港整備事業および土地収用法を所轄する国土交通大臣は、静岡県知事に対して空港用地の取得に土地収用法を適用する方針を断念するように指導するとともに、静岡県知事は円満な用地取得に失敗した事実を基本的に反省し、速やかに空港建設の中止または凍結を含む抜本的な見直しを実施すべきであります。 |

として反対署名活動が起こされていた。

## 空港アクセス
公式サイト　交通アクセス も参照。
直線距離で静岡市中心部から約30km、浜松市中心部から約45km、沼津市・三島市から約70km離れている。

### 自家用車
- 約2,000台収容の駐車場が設置されている。P1、P5は有料であるが、その他の駐車場は無料となっている[48]。2019年に駐車場予約サービスとカーシェアリングが導入された[74]。
- 金谷御前崎連絡道路（地域高規格道路）、県道静岡空港線、県道細江金谷線（富士山静岡空港交差点 - 空港入口交差点間）が建設された。
- 静岡県の試算では、自家用車では静岡市中心部から約40分、浜松市中心部から約50分、沼津市・三島市から約1時間20分、伊豆市から約1時間45分で空港に到着するとしている。東名高速道路の相良牧之原ICから10分、吉田ICから12分。新東名高速道路の島田金谷ICから15分。

### 1番のりば
| 乗場 | 系統                             | 主要経由地                                                     | 行先                                      | 運行会社               | 備考           |
| ---- | -------------------------------- | -------------------------------------------------------------- | ----------------------------------------- | ---------------------- | -------------- |
| 1番  | 富士山静岡空港空港 - 河口湖線    | 御殿場プレミアム・アウトレット ・ 御殿場駅 ・ 富士急ハイランド | 河口湖駅                                  | 富士急モビリティ       | 当面の間運休中 |
| 1番  | 藤枝市富士山静岡空港アクセスバス | 空港南                                                         | 藤枝駅（約40分）（2015年6月21日運行開始） | しずてつジャストライン |                |

### FDAのりば
| 乗場 | 系統             | 主要経由地 | 行先   | 運行会社                        | 備考 |
| ---- | ---------------- | ---------- | ------ | ------------------------------- | --- |
| FDA  | 無料アクセスバス | 直行       | 掛川駅 | FDA（フジドリームエアラインズ） | フジドリームエアラインズ便利用客向けに、同社が静岡空港とJR掛川駅を結ぶ無料アクセスバスを、航空便の発着時間に合わせて運行している。利用に当たっては予約は必要ないが、乗車時に搭乗券もしくは予約確認書の提示が必要となる。 |

### 2番乗り場
| 乗場 | 系統                                   | 主要経由地                                     | 行先                | 運行会社                     | 備考                                                                                                  |
| ---- | -------------------------------------- | ---------------------------------------------- | ------------------- | ---------------------------- | --- |
| 2番  | 富士山静岡空港島田線[A3]               | 直行                                           | 島田駅（約25分）    | しずてつジャストライン       | |
| 2番  | 空港・新金谷線（富士山静岡空港金谷線） | 直行                                           | JR金谷駅（約１5分） | 大井川鐵道（大鉄アドバンス） | 2019年7月20日より、静岡空港 - JR金谷駅・新金谷駅間において、1年間の予定でバスの実証運行を行っている。 |
| 2番  | 空港・新金谷線（富士山静岡空港金谷線） | JR金谷駅・新金谷駅・島田市博物館・JR島田駅南口 | 蓬莱橋              | 大井川鐵道（大鉄アドバンス） | 2022年3月27日のダイヤ改正により、新金谷駅 - 蓬莱橋間を延伸した。                                      |

### 3番のりば
| 乗場 | 系統                     | 主要経由地       | 行先                                                       | 運行会社                                                             | 備考     |
| ---- | ------------------------ | ---------------- | ---------------------------------------------------------- | -------------------------------------------------------------------- | -------- |
| 3番  | 富士山静岡空港静岡線[A1] | 静岡駅（約57分） | 新静岡バスターミナル（約60分）(空港発のみクローズドア扱い) | しずてつジャストライン「静岡エアポートライナー」（相良・浜岡営業所） | 高速バス |

### タクシー
- 県内各地から、定額運賃で利用できるサービスがある。
  - 島田駅
  - 静岡地区
    - 静岡駅周辺地区
    - 清水駅周辺地区
    - 蒲原地区

  - 富士・富士宮地区（富士市・富士宮市の全域）
  - 沼津・三島地区（沼津市（旧戸田村を除く）、三島市、清水町、長泉町、函南町、伊豆の国市（旧伊豆長岡町、旧韮山町）のエリア）

### リムジンタクシー
- 静岡空港 - 浜松市東行政センター(旧浜松市東区役所） - 浜松市街地各地(対象区域は浜松市中央区のうち、旧中区、旧東区、旧南区域)
  - 自宅や駅などと静岡空港を結ぶリムジンタクシー。前日正午までに電話またはWebページでの予約が必要。浜松市民以外でも利用可能。

静岡空港シャトルタクシー
- 静岡空港 - 掛川駅南口
  - 空港発のみ予約なしでの乗車可能、掛川駅からの乗車の場合は予約が必要[77]。

### フェリー
- しずてつジャストラインが、静岡駅経由で駿河湾フェリー（清水港）へ接続する「静岡エアポートライナー」を2010年7月27日から1日1便運航していた。しかし、利用者が少ないため、2013年3月末日をもって廃止された。

## その他

### 開港時に指摘された問題点
静岡空港開港時に、以下のような問題点が指摘された。2012年3月時点では、いずれも解決されている。

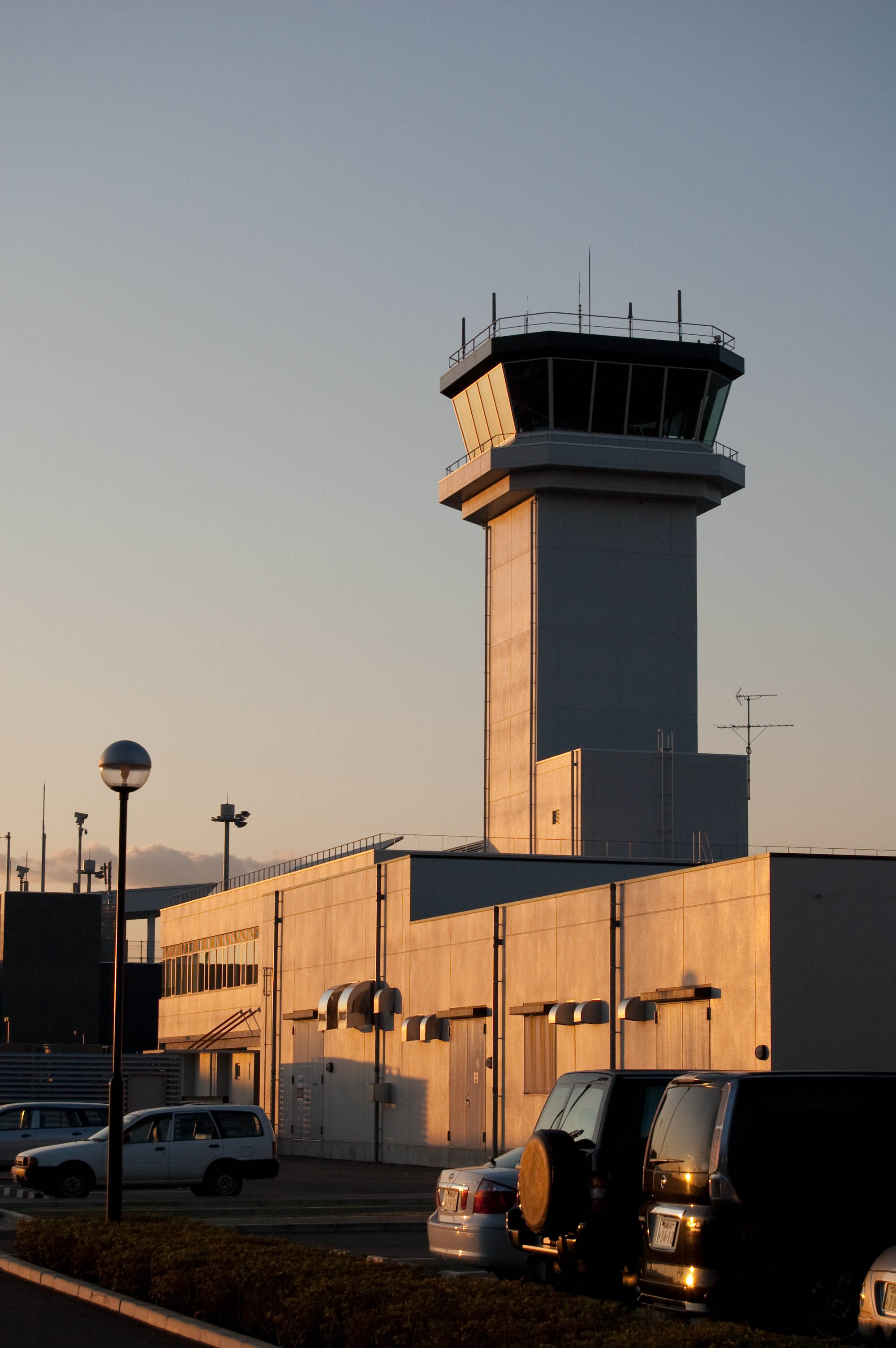
静岡空港の管制塔

- 静岡県は日本航空（JAL）福岡便について、搭乗率が70%未満の場合運航支援金を支払う覚書を締結した。JALの福岡便は、搭乗率が64.6%のまま、日本航空が破産し、2010年3月31日で運休となった。このため、2010年5月にJALは、覚書に基づいて静岡県に対して、運航支援金1億5,300万円の請求を行った。しかし、静岡県は、JALが一方的に静岡空港から撤退したにもかかわらず、支援金の請求をすることは信義に反するものとして、支援金の支払いを拒んだ。そのため、JALは2010年11月10日に東京地方裁判所へ、静岡県知事を被告として、1億5,300万円の支援金の支払いを求める訴訟を提起した[78]。その後、静岡県が1億4,984万円を支払うことで決着した。
- 前述の立ち木問題による暫定的な滑走路短縮に伴い、2009年8月27日の滑走路延長まではILSは使用されていなかったため、霧や雨などによる悪天候が原因で、欠航やダイバート（主に中部、羽田）が頻発し、2009年7月31日までの就航率は93.9%に留まった[79]。ILSの運用開始後は、2010年3月6日まで、悪天候による欠航や到着地変更は起きなかった[80]。開港後1年間での就航率は、98.5%と大幅に改善した[PR 23]。
- 空港への離陸、着陸が10 - 13時頃に集中しており、狭い駐機場と空港ターミナルが混雑する。定期便運航の遅延が発生するために、全日空は時刻の変更を余儀なくされた[PR 24]。このため、2012年3月にはターミナル西側に駐機スポットを増設した[81]。

### 利用促進の取組
富士山静岡空港サポーターズクラブ
富士山静岡空港を応援するための個人会員組織である富士山静岡空港サポーターズクラブが、富士山静岡空港利用促進協議会により運営されている。
会員になるにはメールアドレスが必要で、会員登録をすることにより以下のような特典が受けられる。
- 協賛店等でのサービス
- 静岡空港発着パック旅行商品の割引
- 会員向け優待イベント

空港アクセスの改善
- 静岡空港アクセスバスへの支援
2009年9月12日より、静岡県の支援により県内主要駅からのアクセスバスの増便が図られた。
アクセスバスを運行するしずてつジャストラインと遠州鉄道に採算割れが生じた場合、一定の範囲内で県が補填する。
- レンタカーへの支援
富士山静岡空港利用促進協議会により、空港にカウンターを設けているレンタカー会社に、利用料金の割引費について最大3,000円まで支援が行われている。
- 静岡空港直下を東海道新幹線が通過しているため、静岡県知事川勝平太の下で「静岡空港の魅力を高める有識者会議」が行われ、中長期的な課題として、空港連絡鉄道として新幹線新駅の実現が求められた[82]。しかし、JR東海は新駅について、輸送力低下を理由に正式に否定している[83]。JR東海の金子慎社長は2019年3月6日、愛知県名古屋市での定例記者会見で、静岡県が2019年度も調査費を当初予算案に計上した、東海道新幹線の静岡空港新駅構想について「計画はない」と改めて否定した[84]。

## 周辺施設
- ふじのくに茶の都ミュージアム[85]。
- 原子力防災センター - 中部電力浜岡原子力発電所(御前崎市)を対象とした放射線量観測と原子力事故が発生した場合の現地対策拠点[86]。